# Джеймс Дентон
Джеймс Томас Дентон (англ. James Thomas Denton; нар. 20 січня 1963) — американський актор, відомий за роллю Дельфіно в серіалі ABC «Відчайдушні домогосподарки».

## Життя і кар'єра
Джеймс Дентон народився в Нашвіллі, штат Теннессі і був другою дитиною в багатодітній сім'ї стоматолога. Він навчався в університеті Теннессі і отримав диплом рекламодавця, але в цій сфері він працював не довго. В двадцятитрьохрічному віці він розпочав грати в театрі Чикаго, перед тим як переїхав до Каліфорнії.
Дентон з'явився у декількох невеликих кінофільмах і епізодах таких серіалів як «Ковзанка», а в 1997—2000 роках мав другорядну роль лиходія в серіалі «Імітатор». Відтоді він мав регулярні ролі у кількох серіалах ABC: «Філадельфія» (2001—2002) з Кім Ділейні, а також «Матриця загроз» (2003—2004), де зіграв провідного персонажа. На додаток до цього він з'явився як гість в «Еллі Макбіл», «Західне крило (телесеріал)» і «Військово-юридична служба (телесеріал)».
У 2004 році, незабаром після закриття «Матриці загроз», ABC взяв Дентона в свій новий серіал «Відчайдушні домогосподарки», де йому дісталася роль Майка Дельфіно, основного чоловічого персонажа . Серіал миттєво став успішним і роль згодом принесла Дентону найбільшу популярність. Його персонаж був убитий навесні 2012 року, за кілька епізодів до фіналу серіалу. Після завершення серіалу Дентон був гостем в епізоді ситкому «Красуні Крівленда», а також знявся в телефільмі каналу Lifetime «Закладений».

## Фільмографія

### Фільми
| Рік  | Назва на українській   | Назваа на англійській      | Роль                  | Примітки                     |
| ---- | ---------------------- | -------------------------- | --------------------- | ---------------------------- |
| 1993 | Квартет крадіїв        | Thieves Quartet            | Рэй Хіггс             |                              |
| 1995 | Місяць мисливців       | Hunter's Moon              | Нік                   |                              |
| 1997 | Це давнє почуття       | That Old Feeling           | Кіт Маркс             |                              |
| 1997 | Без обличчя            | Face/Off                   | Базз                  |                              |
| 1998 | Основні кольори        | Primary Colors             | Мітч                  |                              |
| 2000 | Замкнений коротун      | Locked Up Down Shorty's    | Денні                 |                              |
| 2004 | Джамбо-дівчинка        | Jumbo Girl                 | Джек                  | Короткометражний фільм       |
| 2006 | Притворство            | Assumption                 | Джон                  | Короткометражний фільм       |
| 2006 | Прекрасний мрійник     | Beautiful Dreamer          | Доктор Кесслер        |                              |
| 2007 | Вознесіння             | Ascension Day              | Брат Джон             |                              |
| 2007 | Зомбі на Дикому Заході | Undead or Alive: A Zombedy | Елмер Вінслоу         |                              |
| 2008 | Іллюзія                | Tortured                   | Агент Мерфі           | Direct-to-video              |
| 2010 | Груповий секс          | Group Sex                  | Люк                   | Direct-to-video              |
| 2011 | Новий Супермен         | All-Star Superman          | Супермен / Кларк Кент | Озвучування, Direct-to-video |
| 2013 | Для близьких           | 4Closed                    |                       | Direct-to-video              |
| 2013 | Грейс (акустика)       | Grace Unplugged            | Джонні Трей           |                              |
| 2013 | Співак караоке         | Karaoke Man                | Слім                  |                              |
| 2014 | Овація                 | Ovation                    |                       |                              |

### Телебачення
| Рік       | Назва на українській                   | Назва на англійській                 | Роль                          | Примітки |
| --------- | -------------------------------------- | ------------------------------------ | ----------------------------- | --- |
| 1996      | Вир світів                             | Sliders                              | Джек Баллок                   | 1 епізод |
| 1996      | Молоні                                 | Moloney                              | Рокі Теліз                    | 1 епізод |
| 1996      | Темні небеса(телесеріал)               | Dark Skies                           | Роб Вінтер                    | 1 епізод |
| 2000      | Два хлопця, дівчина і піцерія          | Two Guys, a Girl and a Pizza Place   | Лікар Ховард Заунавельд       | 1 епізод |
| 2000      | Еллі Макбіл                            | Ally McBeal                          | Джиммі Бендер                 | 1 епізод |
| 1997-2000 | Імітатор (Авантюрист)                  | The Pretender                        | Містер Лайл                   | 36 епізодів |
| 2000      | Західне крило (телесеріал)             | The West Wing                        | Том Джордан                   | 1 епізод |
| 2001      | Імітатор 2001                          | The Pretender 2001                   | Містер Лайл                   | Телефільм |
| 2001      | Імітатор: Острів привидів              | The Pretender: Island of the Haunted | Містер Лайл                   | Телефільм |
| 2001-2002 | Філадельфія                            | Philly                               | Суддя Аугуст Ріплі            | Постійна роль, 13 епізодів |
| 2002      | Шоу Дрю Кері                           | The Drew Carey Show                  | Деріл                         | 2 епізоди |
| 2003      | Військово-юридична служба (телесеріал) | JAG                                  | Джефрі Ройзман                | 1 епізод |
| 2003-2004 | Матриця загроз                         | Threat Matrix                        | Спеціальний агент Джон Кілмер | Постійна роль, 16 епізодів |
| 2004-2012 | Відчайдушні домогосподарки             | Desperate Housewives                 | Майк Дельфіно                 | Постійна роль, 180 епізодів Премія Гільдії кіноакторів США за найкращий акторський склад в комедійному серіалі (2005—2006) Teen Choice Award улюбленому актору на телебаченні (2006) Номінація — Премія Гільдії кіноакторів США за найкращий акторський склад в комедійному серіалі(2007—2009) |
| 2005-2006 | Ріба (телесеріал)                      | Reba                                 | Лікар Морган                  | 2 епізоди |
| 2007      | Хроніки майбутнього                    | Masters of Science Fiction           | Карран                        | 1 епізод |
| 2007      | Опіка                                  | Custody                              | Джон Салліван                 | Телефільм каналу Lifetime |
| 2012      | Красуні Клівленда                      | Hot in Cleveland                     | Ковбой Керуак                 | 1 епізод |
| 2013      | Закладений                             | Foreclosed                           | Джек Тернер                   | Телефільм каналу Lifetime |